# Мисс мира 2007
Мисс Мира 2007 (англ. Miss World 2007) — 57-й ежегодный конкурс красоты, проводился 1 декабря 2007 года в Beauty Crown Cultural Center, Санья, Китай. За победу на нём соревновалось 106 претенденток, победительницей стала представительница Китая — Чжан Цзылинь.
106 претенденток записали официальный записал официальную гимн эстафеты Light the Passion, Share the Dream для Летних Олимпийских игр 2008 года.

## Результаты
| Final results  | Contestant |
| Мисс Мира 2007 | - Китай — Чжан Цзылинь |
| 1-я вице-мисс  | - Ангола — Микаэла Рейш |
| 2-я вице-мисс  | - Мексика — Каролина Моран |
| Топ 5          | - Тринидад и Тобаго — Вален Махарадж - Швеция — Анни Олив |

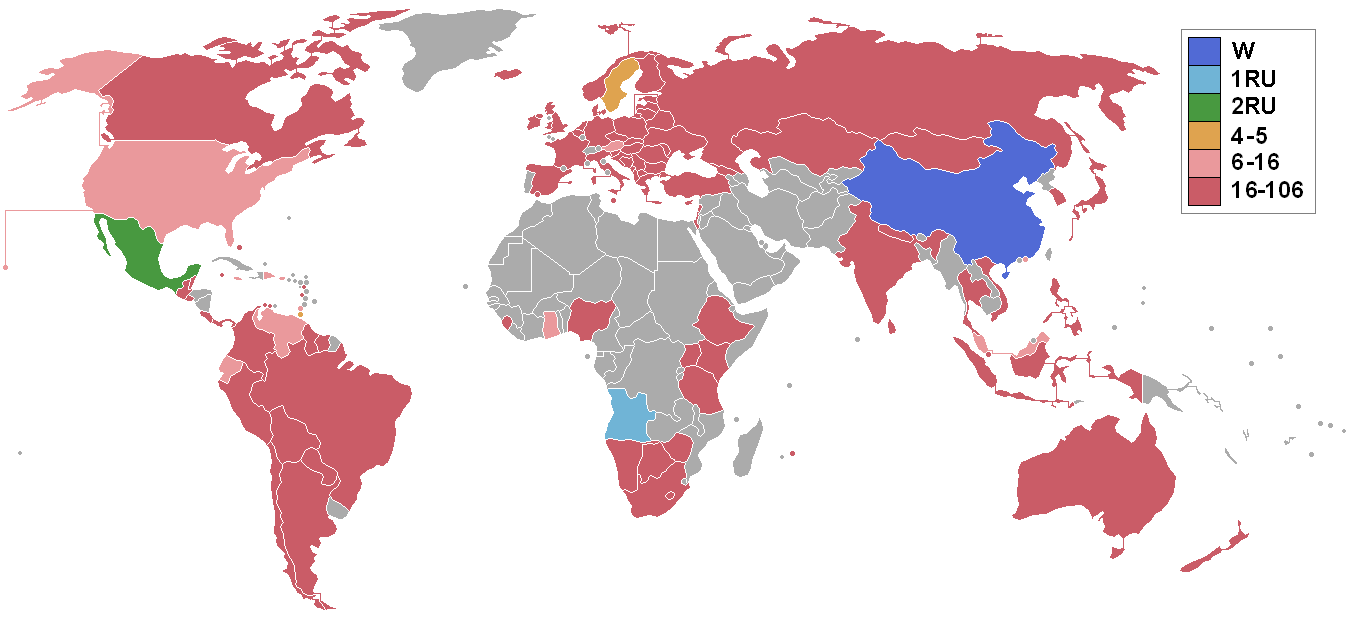
Страны-участницы конкурса «Мисс Мира» — 2007 года

| Топ 16         | - Австрия — Кристин Рейлер - Доминиканская Республика — Ада де ла Крус - Эквадор — Валеска Сааб - Гана — Ирен Двомо - Гренада — Вивиан Буркхардт - Гонконг — Цзёнг Гайи (Чжан Цзяэр) - Ямайка — Йенди Филлиппс - Малайзия — Дебора Прия Генри - Пуэрто-Рико — Дженнифер Гевара Кампос - США — Эбигейл МакКэри - Венесуэла — Клаудия Суарес |

### Континентальные Королевы красоты
| Итоговый результат            | Участница                            |
| Африка                        | - Ангола — Микаэла Рейш              |
| Америка                       | - Мексика — Каролина Моран           |
| Азиатско-Тихоокеанский регион | - Китай — Чжан Цзылинь               |
| Вест-Индия                    | - Тринидад и Тобаго — Вален Махарадж |
| Европа                        | - Швеция — Анни Олив                 |

### Специальные награды
Лучший дизайн костюма
| Итоговый результат | Участница                     |
| Победительница     | - Республика Корея — Чо Ынджу |

### Топ
Топ 16
| 1. Венесуэла 2. Швеция 3. Пуэрто-Рико 4. Мексика 5. Гренада | 6. Австрия 7. Ангола 8. Малайзия 9. Тринидад и Тобаго 10. Ямайка |

Топ 5
1. Ангола
2. Китай
3. Мексика
4. Тринидад и Тобаго
5. Швеция

### Внутренние конкурсы

#### Мисс Пляж
| Итоговый результат | Участница |
| Победительница     | - Доминиканская Республика — Ада де ла Крус |
| 1-я вице-мисс      | - Ямайка — Йенди Филлиппс |
| 2-я вице-мисс      | - Китай — Чжан Цзылинь |
| Топ 5              | - Литва — Юргита Юркуйте - Мексика — Каролина Моран |
| Топ 21             | - Австралия — Каролин Луиз Кловс Пембертон - Бельгия — Халима Чехайма - Бразилия — Региан Андраде - Эфиопия — Михрет Абебе - Гренада — Вивиан Буркхардт - Италия — Джада Уилтшир - Япония — Руи Ватанабэ - Республика Корея — Чо Ынджу - Ливан — Надин Нджеим - Малайзия — Дебора Прия Генри - Монголия — Оюнгэрэл Ганхуяг - Филиппины — Маргарет Уилсон - Испания — Наталья Сабала - Тринидад и Тобаго — Вален Махарадж - Украина — Лика Роман - Венесуэла — Клаудия Суарес |

#### Мисс спорт
| Итоговый результат | Участница |
| Победительница     | - США — Эбигейл МакКэри |
| 1-я вице-мисс      | - Шотландия — Нив Дженнингс |
| 2-я вице-мисс      | - Швеция — Анни Олив |
| 3-я вице-мисс      | - Уэльс — Келли-Луиза Пестиччо |
| Топ 16             | - Албания — Эльда Души - Аргентина — Ноэлия Алехандра Берналь - Острова Кайман — Ребекка Парчмент - Чехия — Катерина Соколова - Венгрия — Кристина Бодри - Исландия — Йоуханна Вала Йонсдоуттир - Ямайка — Йенди Филлиппс - Япония — Руи Ватанабэ - Малайзия — Дебора Прия Генри - Мексика — Каролина Моран - Нидерланды — Мелисса Сникс - Парагвай — Мария де ла Пас Варгас Мориниго |

#### Топ модель
| Итоговый результат | Участница |
| Победительница     | - Китай — Чжан Цзылинь                                                                                                  |
| 1-я вице-мисс      | - Пуэрто-Рико — Дженнифер Гевара Кампос                                                                                 |
| 2-я вице-мисс      | - Мексика — Каролина Моран                                                                                              |
| Топ 7              | - Ямайка — Йенди Филлиппс - Казахстан — Дана Капарова - Тринидад и Тобаго — Вален Махарадж - Венесуэла — Клаудия Суарес |

#### Мисс талант
| Итоговый результат | Участница |
| Победительница     | - Гана — Ирен Двомо |
| 1-я вице-мисс      | - Шотландия — Нив Дженнингс |
| 2-я вице-мисс      | - Швеция — Анни Олив |
| Топ 18             | - Австралия — Каролин Луиз Кловс Пембертон - Канада — Сара Гулам - Кипр — Дора Анастасиу - Англия — Джорджия Хорсли - Гибралтар — Даниэль Перес - Гренада — Вивиан Буркхардт - Венгрия — Кристина Бодри - Индия — Сара-Джейн Диас - Индонезия — Камидия Радисти - Ямайка — Йенди Филлиппс - Северная Македония — Яна Стояновска - Мальта — Стефани Заммит - Молдова — Ина Кодреану - Словакия — Вероника Хусарова - Таиланд — Каноккорн Джайчеун |

#### Beauty with a Purpose
| Итоговый результат | Участница                                                                    | Причина |
| Победительница     | - Эквадор — Валеска Сааб - Гонконг — Цзёнг Гайи (Чжан Цзяэр)                 | - помогает людям с проблемой кожи под названием ихтиоз. - помогает пожилым людям и регулярно работает в домах престарелых. Имеет тесные связи с ЮНИСЕФ. |
| Топ 5              | - Индонезия — Камидия Радисти - Ямайка — Йенди Филлиппс - Швеция — Анни Олив | - помогает детям с домашним обучением, бесплатные медицинские услуги для младенцев и маленьких детей. - помогала людям оправиться от урагана, который ударил по острову, организовав показ мод. - на протяжении последних двух лет работала с инвалидами, которые не могли ходить и не в состоянии делать что-нибудь самостоятельно. |

## Судьи
- Джулия Морли (Великобритания) — председатель, глава Мисс Мира.
- Дункан Джеймс (Великобритания) — певец, актёр и телеведущий.
- Аннабел Крофт (Великобритания) — бывший теннисист и телеведущий.
- Бен Де Лизи (Италия) — модельер.
- Ли Сяо Бай (Китай) — Управляющий директор модельного агентства New Silk Road Modelling Agency.
- Брюс Жао (Китай) — Председатель Huayu Group.
- Маказиве Мандела (ЮАР) — дочь Нельсона Манделы, промышленник и филантроп.
- Нил Хэмил (США) — управляющий директор Elite Models.
- Криш Найду (Ирландия) — посол Мисс Мира, предприниматель.
- Елена Франчук (Украина) — глава фонда АНТИСПИД.

## Участницы
| - Албания — Эльда Души - Аргентина — Ноэлия Алехандра Берналь - Ангола — Микаэла Реиш - Аруба — Бойора Мартин - Австралия — Каролин Луиз Кловс Пембертон - Австрия — Кристин Рейлер - Багамские Острова — Аня Уоткинс - Беларусь — Алёна Аладка - Бельгия — Халима Чехайма - Белиз — Фелиция Арзу - Боливия — Сандра Эрнандес - Босния и Герцеговина — Гордана Томик - Ботсвана — Малебого Марумоаге - Бразилия — Региан Андраде - Болгария — Паолина Рачева - Канада — Сара Гулам - Острова Кайман — Ребекка Парчмент - Чили — Бернардита Суньига - Китай — Чжан Цзылинь - Колумбия — Мария Хосе Торренегра - Коста-Рика — Венди Кордеро Санчес - Хорватия — Таяна Джемерик - Кюрасао — Маккейла Ричардс - Кипр — Дора Анастасиу - Чехия — Катерина Соколова - Дания — Лине Круузе - Доминиканская Республика — Ада де ла Крус - Эквадор — Валеска Сааб - Сальвадор — Сильвия Мельхадо - Англия — Джорджия Хорсли (Georgia Horsley) - Эстония — Кади Сизаск - Эфиопия — Михрет Абебе - Финляндия — Линнеа Аалтонен - Франция — Рашель Легрен-Трапани - Грузия — Тамар Немситсверидзе - Германия — Янис Берендт - Гана — Ирен Двомо - Гибралтар — Даниэль Перес - Греция — Айкатерини Эвангелиноу - Гренада — Вивиан Буркхардт - Гваделупа — Нэнси Флеуриваль - Гватемала — Ами Техеда - Гайана — Канданс Чарльз - Гонконг — Цзёнг Гайи (Чжан Цзяэр) - Венгрия — Кристина Бодри - Исландия — Йоуханна Вала Йонсдоуттир - Индия — Сара-Джейн Диас - Индонезия — Камидия Радисти - Ирландия — Блатнэд МакКенна - Израиль — Лиран Коханер - Италия — Джада Уилтшир - Ямайка — Йенди Филлиппс - Япония — Руи Ватанабе | - Казахстан — Дана Капарова - Кения — Катрин Ваинаина - Республика Корея — Чо Ынджу - Латвия — Кристина Дьяденко - Ливан — Надин Нжеим - Литва — Юргита Юркуйте - Северная Македония — Яна Стояновска - Малайзия — Дебора Прия Генри - Мальта — Стефани Заммит - Мартиника — Ванесса Биачэинтс - Маврикий — Мэлоди Сэльвон - Мексика — Каролина Моран - Молдова — Ина Кодряну - Монголия — Оюнгэрэл Ганхуяг - Черногория — Мария Цировик - Намибия — Маричен Луйперт - Непал — Ситашма Чанд - Нидерланды — Мелисса Сникс - Новая Зеландия — Стефани Мария Додс - Нигерия — Муначи Гэйл Тереза Абии - Северная Ирландия — Мелисса Паттон (Melissa Patton) - Норвегия — Лиза-Мария Моэн Юнге - Панама — Шей Линг Хим Гордон - Парагвай — Мария де ла Пас Варгас Мориниго - Перу — Синтия Калдерон - Филиппины — Маргарет Уилсон - Польша — Каролина Закрзевска - Пуэрто-Рико — Дженнифер Гевара Кампос - Румыния — Елена Роксана Азоитеи - Россия — Татьяна Котова - Шотландия — Нив Дженнингс (Nieve Jennings) - Сербия — Мирьяна Божовиц - Сьерра-Леоне — Фатмата Би Турей - Сингапур — Рошни Каур Соин - Словакия — Вероника Хусарова - Словения — Тадех Тернар - ЮАР — Меган Коулман - Испания — Наталья Сабала - Шри-Ланка — Мария Коломбаг - Суринам — Чарисс Мелани Молл - Свазиленд — Нкоссингфил Дламини - Швеция — Анни Олив - Танзания — Рича Адиа - Таиланд — Каноккорн Джейчеун - Тринидад и Тобаго — Вален Махарадж - Турция — Селен Сойдер - Уганда — Моника Касьяте - Украина — Лика Роман - США — Эбигейл МакКэри (Abigail McCary) - Венесуэла — Клаудия Суарес - Вьетнам — Данг Минь Тху - Уэльс — Келли-Луиза Пестиччо (Kelly-Louise Pesticcio) - Зимбабве — Каролина Маруфу |

## Заметки

### Вернулись
- Суринам последний раз участвовал в 1981 году.
- Сьерра-Леоне последний раз участвовал в 1988 году.
- Гренада последний раз участвовала в 1996 году.
- Белиз последний раз участвовал в 2003 году.
- Литва и Парагвай последний раз участвовали в 2004 году.
- Албания, Непал, Новая Зеландия, Свазиленд и Уганда последний раз участвовали в 2005 году.

### Отказались
- Виргинские Острова (США) — Esonica Veira
- Барбадос — Natalie Griffith
- Виргинские Острова (Великобритания) — Leilani Stevens
- Китайский Тайбэй — Yen Chin Li
- Гернси — Hannah McLaughlin
- Малави — Peth Msinska
- Швейцария — Amanda Ammann (competed in Miss Universe 2008; unplaced)

### Не участвовали
- Антигуа и Барбуда
- Камбоджа
- Республика Конго
- Демократическая Республика Конго
- Египет
- Гондурас
- Либерия
- Никарагуа
- Португалия
- Сент-Люсия
- Синт-Мартен
- Французская Полинезия
- Уругвай
- Замбия